# Fujinomiya
Fujinomiya (Japans: 富士宮市, Fujinomiya-shi) is een stad in de prefectuur Shizuoka in Japan.

## Demografie
Op 1 februari 2009 had de stad 122.383 inwoners en een bevolkingsdichtheid van 389 inwoners per km². De totale oppervlakte van deze stad is 314,81 km².
Fujinomiya bestond al sinds de middeleeuwen als marktstad, met onder andere het hoofdheiligdom van de provincie Suruga, de Fujisan Hongu Sengen Taisha (富士山本宮浅間大社).
De moderne stad werd gesticht op 1 juni 1942.
Op 23 maart 2010 werd de gemeente Shibakawa van het district Fuji aangehecht bij Fujinomiya. Het district Fuji verdween na deze fusie.

## Transport

### Treinverkeer
- Minobu-lijn - Station Gendōji, Station Fujinomiya (centraal station), Station Nishi-Fujinomiya, Station Numakubo

### Hoofdwegen
- Nationale autoweg 139
  - Nishi-Fuji autoweg (onderdeel van 139)

## Festivals
- Hatsumode (Fujisan Hongu Sengen-heiligdom)
- Oyamabiraki (opening van het klimseizoen op 1 juli)
- Gojinka-festival (augustus)
- Fujinomiya herfst festival (3, 4, 5 november)

## Zustersteden
- Santa Monica te Californië in de Verenigde Staten

## Toerisme
- Berg Fuji
- Fujisan Hongu Sengen Taisha
- Shiraito waterval
- Asagiri Plateau
- Meer Tanuki

## Fotogalerij

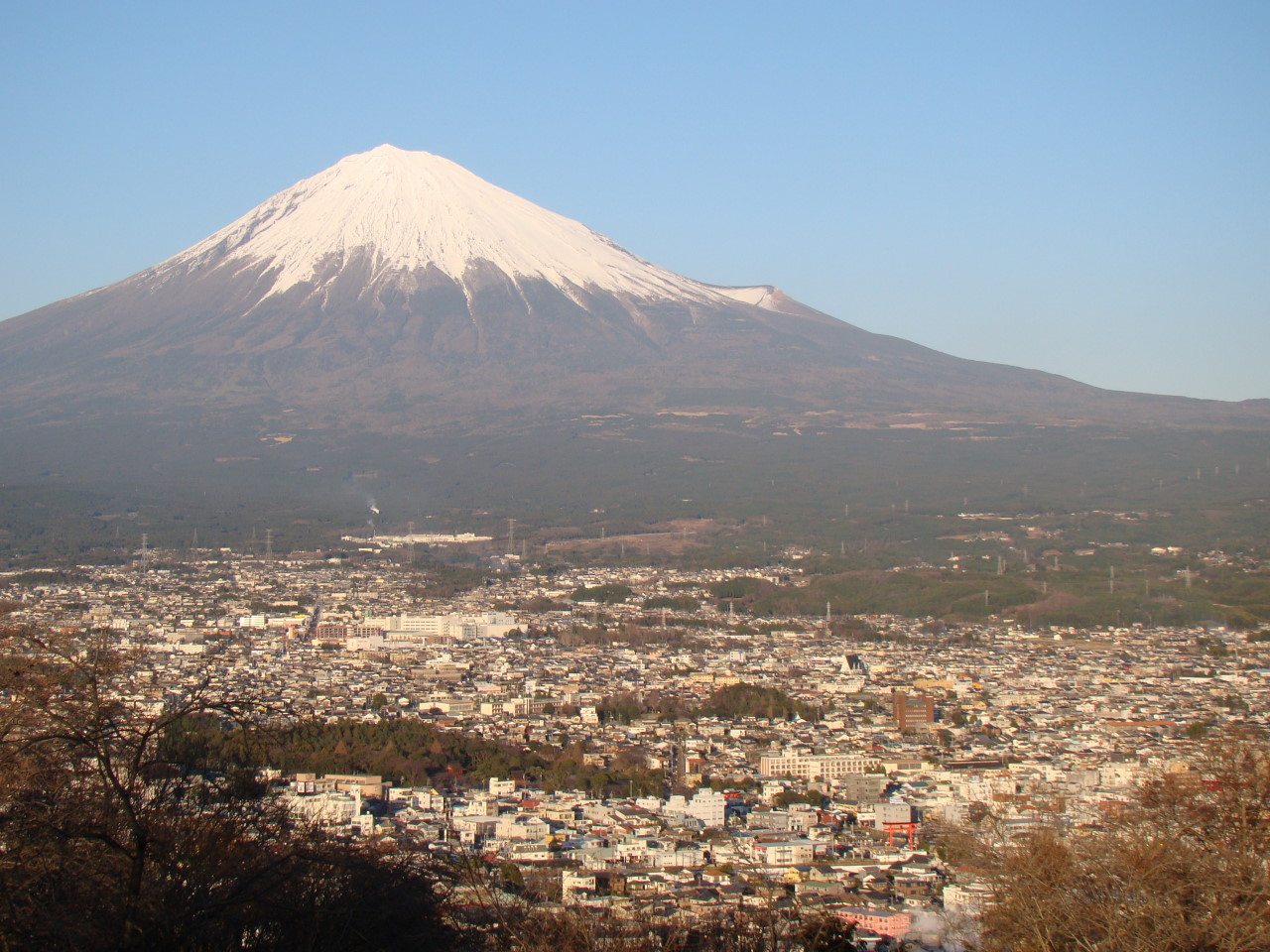
Fujinomiya
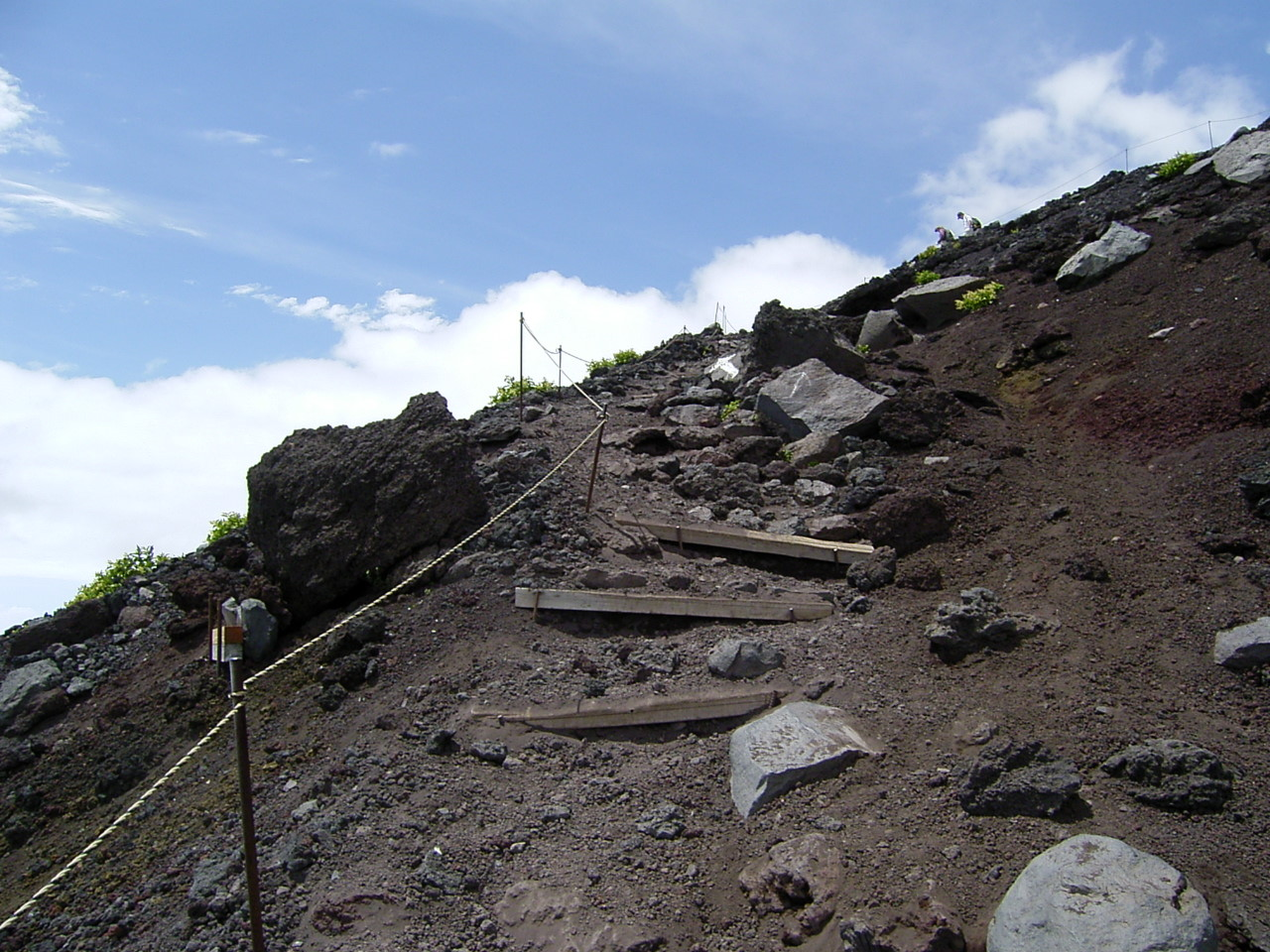
Beklimmen van de berg Fuji-Fujinomiya
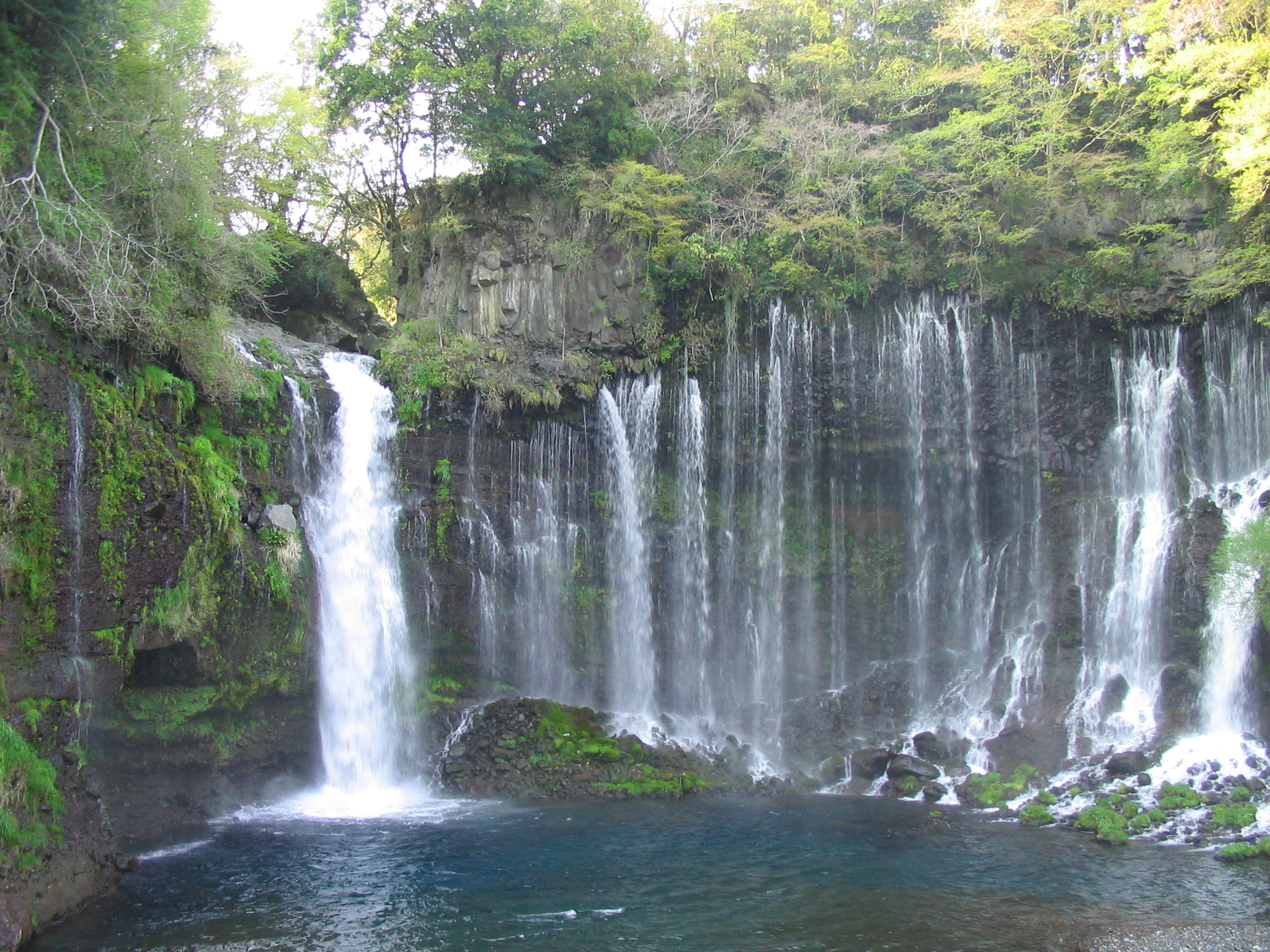
Shiraito waterval
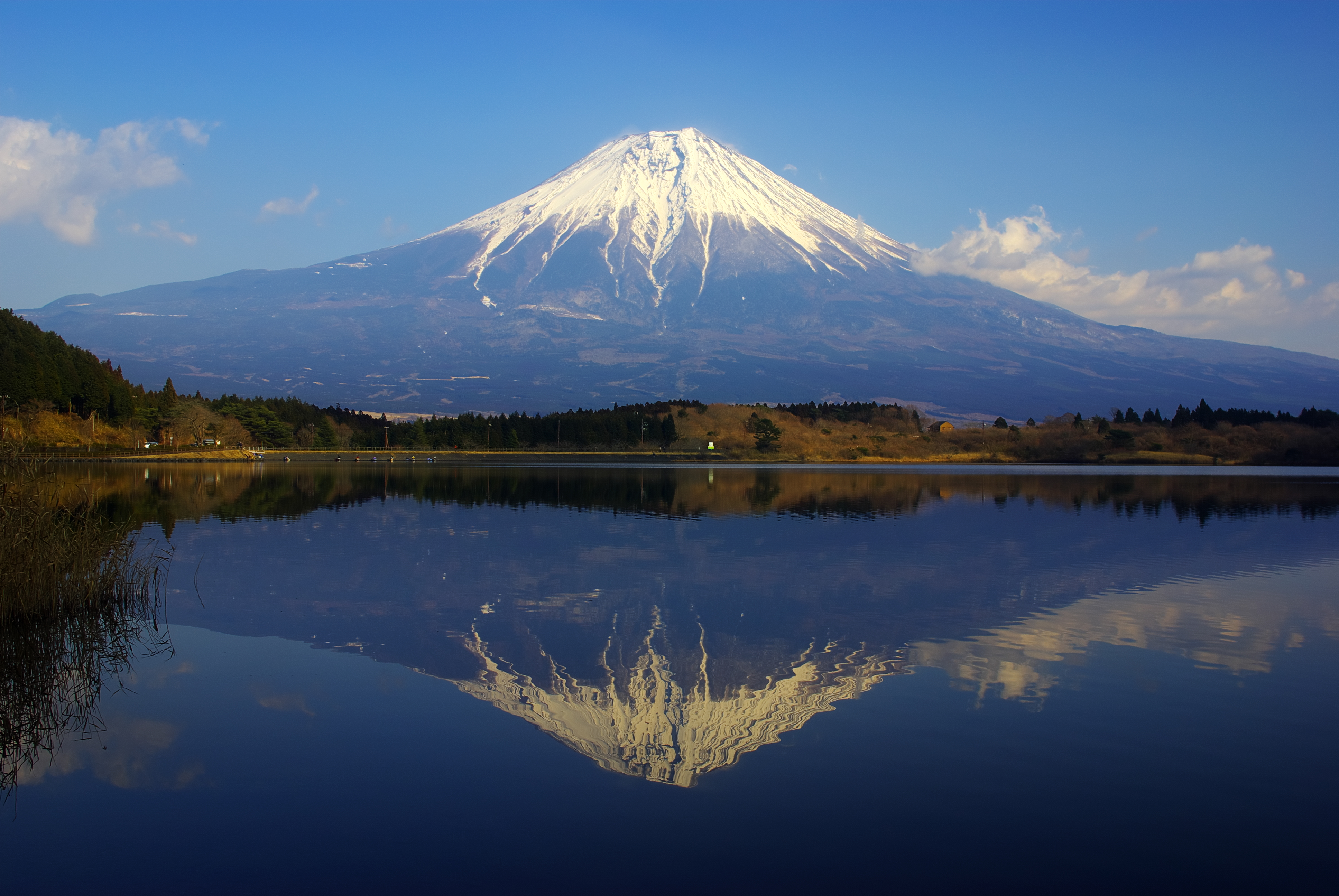
Het meer Tanuki
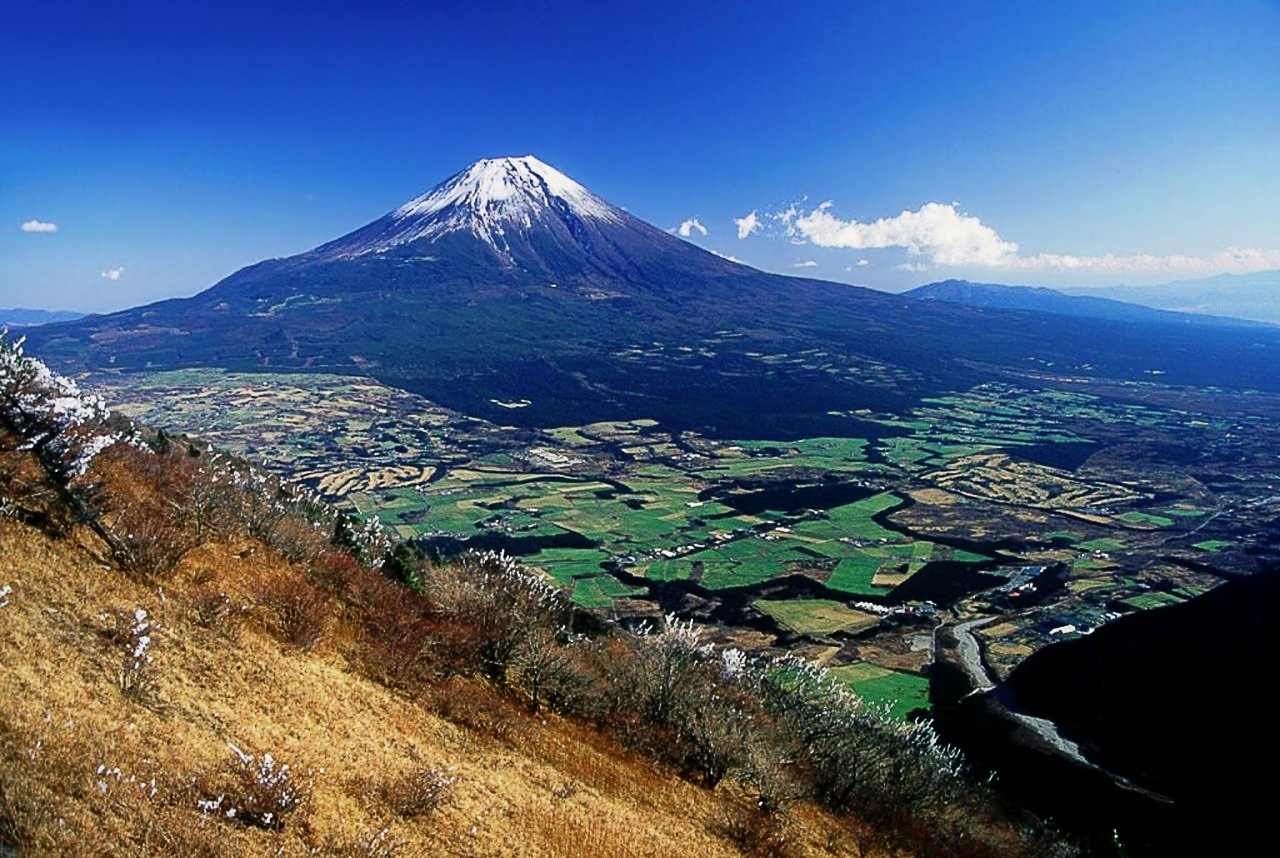
Asagiri plateau
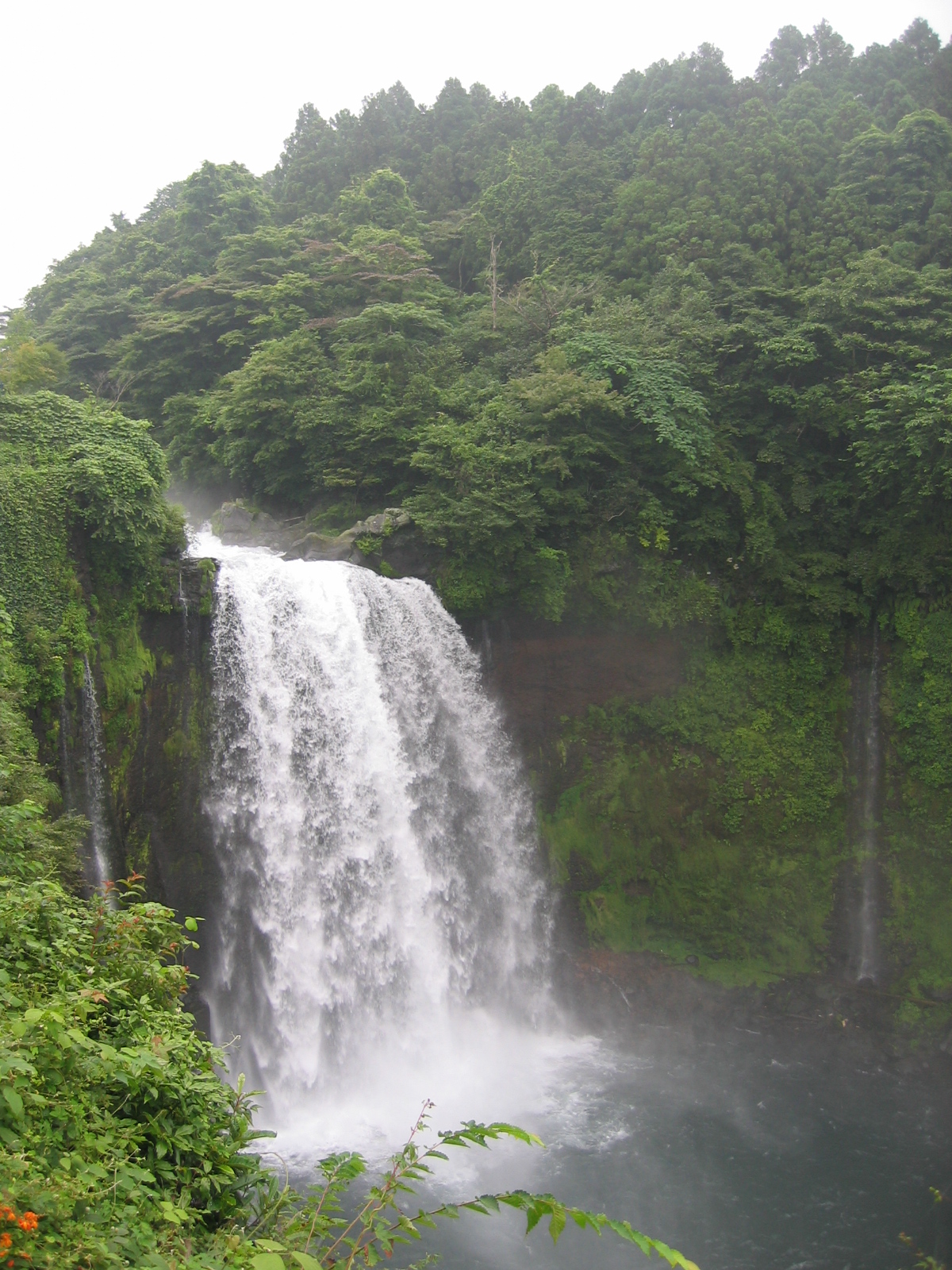
Otodome waterval
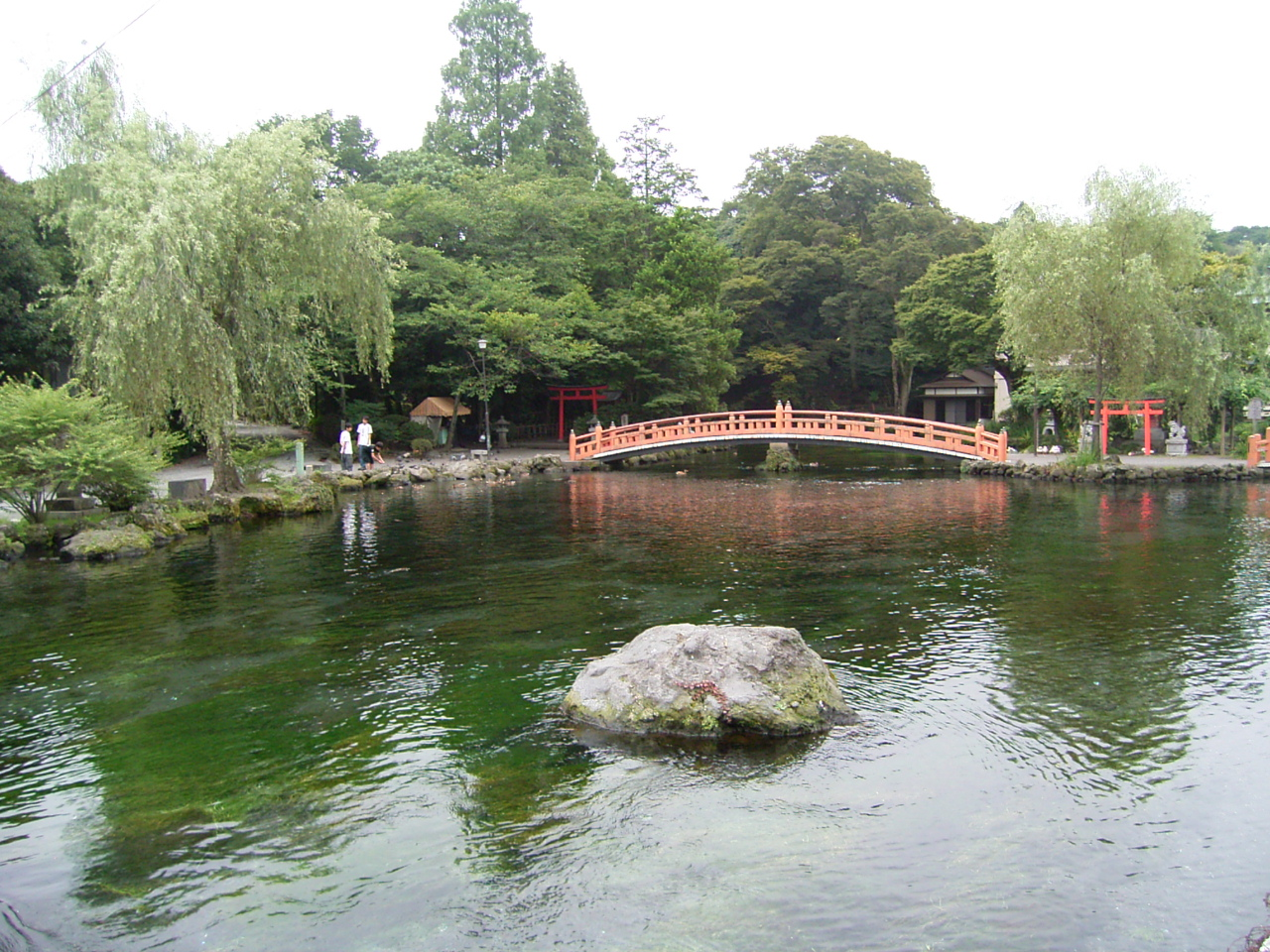
De bron Wakutama op de berg Fuji

## Bekende inwoners
- Kōtarō Satomi
- Masaaki Sawanobori
- Kumiko Akiyoshi
- Mizuki Sano
- Takahiro Yamada
- Kaori Shimizu